# جیمی پرکینز
جیمی پرکینز (انگلیسی: Jamie Perkins؛ زادهٔ ۱۹ ژانویهٔ ۲۰۰۵) شناگر زن اهل استرالیا است.
وی در مسابقات کشوری و بین‌المللی در مجموع برندهٔ ۱ مدال طلا شده است.